# Paul von Sternbach
Paul Freiherr von Sternbach zu Stock und Luttach, italianizzato in Paul Sternbach (Chiusa, 29 luglio 1869 – Brunico, 22 ottobre 1948), è stato un politico, nobile e militare austriaco naturalizzato italiano di etnia tedesca eletto alla Camera dei deputati (1924-29) in rappresentanza della maggioranza tedesca dell'Alto Adige.

## Biografia
Paul von Sternbach nasce a Chiusa dalla famiglia dei signori di Sternbach, originari di Thaur vicino a Innsbruck.
Paul von Sternbach frequentò il Franziskanergymnasium a Bolzano, dove si diplomò. In seguitò dal 1888 al 1897 studiò giurisprudenza presso l'Università di Innsbruck e divenne avvocato tirocinante di Vipiteno. Per il Distretto di Brunico dal 1902 a al 1918 divenne deputato al Parlamento del Tirolo a Innsbruck.
Dopo qualche tempo come avvocato a Zirl e Selva dei Molini è entrato nel 1913 Kaiserjäger con la carica di tenente della riserva e venne decorato con la Croce al merito militare. Nel 1916 divenne capitano della Landesschützen a Brunico; Ha anche ricevuto la cittadinanza onoraria dai comuni di Zirl e Selva dei Molini. Durante il suo mandato come commissario terreno civile-militare nel Governo Generale a Cettigne nel 1917, è stato nominato assessore.
Come vice-direttore per gli interessi del Sud Tirolo, apparteneva alla Commissione austriaca a conclusione del Trattato di Saint-Germain-en-Laye nel 1919, lì ha vissuto la perdita della sua terra e la sua annessione al Regno d'Italia. È stato eletto deputato nelle elezioni politiche del 1924 con il Deutscher Verband all'interno delle Liste di slavi e di tedeschi, ed è stato bersaglio di attacchi politici da parte della stampa fascista e degli squadristi. Nel 1926-1927 è stato in stretta connessione epistolare con lo storico inglese John S. Stephens, che da membro del comitato di minoranza della Società delle Nazioni di Ginevra, ha cercato di internazionalizzare il problema altoatesino dell'italianizzazione voluta dal regime fascista, pubblicandovi un'attenta analisi nel 1929.
Nel 1927 lo studio legale di Sternbach a Brunico venne chiuso dalle autorità e nel 1935 i fascisti minacciarono il suo esilio in Sicilia che fu evitato.
Nel 1939 alle Opzioni in Alto Adige divenne un leader dei Dableiber e con l'occupazione nazista dell'Alto Adige nel settembre 1943 fu internato dai nazisti a Bolzano e Innsbruck. Dopo la guerra nel 1947 fu tra i fondatori del Südtiroler Volkspartei. Morì l'anno dopo a 79 anni d'età.
Nel 1966 via Castel Lamberto (Vintlerweg) a Brunico ha preso il nome di via Paul von Sternbach (Paul-von-Sternbach-Straße).